# As If
As If (estilizado como As If!) es el primer EP de la cantautora, modelo y actriz estadounidense Sky Ferreira, fue lanzado el 22 de marzo de 2011. El anuncio de este fue realizado por la misma cantante en su sitio web, pero sin dar a conocer el nombre del álbum, este fue recién anunciado en febrero de 2011.
El 1 de marzo de 2011 lanza al mercado su primer sencillo promocional «Sex Rules» lanzado en formato de descarga digital.

## Antecedentes
Después del lanzamiento de "One" y "Obsession", como los primeros singles del álbum debut de Ferreira, se anunció a través de un comunicado de prensa que el álbum sería lanzado el 11 de enero de 2011. Sin embargo, el álbum no fue lanzado y As If fue anunciado para el 22 de marzo de 2011 por Capitol Records. Antes de la publicación del EP, Sex Rules se publicó como sencillo promocional el 1 de marzo de 2011, Sex Rules fue presentado en la campaña publicitaria de la marca CK One de Calvin Klein.

## Composición
A diferencia de los últimos trabajos de Ferreira, su primer EP fue fuertemente centrado fundamentalmente en sintetizadores y baterías electrónicas sin instrumentos acústicos. En Sex Rules, Ferreira canta sobre un ritmo pop de los 80's y habla sobre la liberación sexual. "Traces" es una balada producida por Colin Monroe y coescrito por el artista Inglés Neon Hitch. Contiene una melodía de piano oscuro. "Haters Anonymous" es una electrónica abstracta donde Sky canta en voz baja hablando de la hipocresía de los críticos.

## Escritores
Después de haber firmado con el sello Capitol Records en 2009, Ferreira buscó a los más grandes escritores para la grabación del álbum As If, es así como trabajó con Greg Kurstin, creador del primer sencillo del álbum.

## Lista de canciones
| N.º | Título             | Escritor(es)                                                            | Producer(s)               | Duración |  |
| 1.  | «Sex Rules»        | Sky Ferreira Greg Kurstin Billy Steinberg Daniel Lutrell                | Kurstin                   | 2:46     |  |
| 2.  | «Traces»           | Neon Hitch Colin Munroe                                                 | Munroe Cory Enemy         | 3:34     |  |
| 3.  | «Haters Anonymous» | Ferreira Christian Karlsson Pontus Winnberg Klas Åhlund Magnus Lidehäll | Bloodshy & Avant Lidehäll | 3:48     |  |
| 4.  | «99 Tears»         | Ferreira Kurstin Nicole Morier                                          | Kurstin                   | 3:28     |  |
| 5.  | «108»              | Ferreira Karlsson Winnberg Åhlund                                       | Bloodshy & Avant Lidehäll | 3:17     |  |

## Sencillos

### Sex Rules
Este fue lanzado como el primer sencillo del álbum el 1 de marzo de 2011 a través de la descarga digital en iTunes, fue escrita por la misma Sky Ferreiraen conjunto con Greg Kurstin, Billy Steinberg y Daniel Luttrell. Su producción estuvo a cargo del reconocido productor Kurstin.

## Historial de lanzamientos
| País           | Fecha               | Formato              | Discogràfica    |
| -------------- | ------------------- | -------------------- | --------------- |
| Estados Unidos | 22 de marzo de 2011 | CD, Descarga digital | Capitol Records |
| Reino Unido    | 22 de marzo de 2011 | Descarga Digital     | Parlophone      |